# زمین‌لرزه ۱۹۵۲ سان‌خوان
زمین‌لرزه سان‌خوان  در تاریخ ۱۱ ژوئن ۱۹۵۲ میلادی، برابر با ‎۲۱ خرداد ۱۳۳۱، ساعت ۰:۳۱:۳۶ به زمان یوتی‌سی در آرژانتین ، منطقه سان‌خوان رخ داد. بزرگی آن ۶٫۵ در مقیاس Ms اعلام شده‌است. زمین‌لرزه به وقت محلی در روز سه‌شنبه، ساعت ۲۱ روی داده و منطقه زمانی آن یوتی‌سی -۳ بوده‌است (با لحاظ تغییر ساعت تابستانی).
شمار کشتگان زلزله حدود ۵ نفر بوده‌است.